# یونیونویل، شهرستان برکس، پنسیلوانیا
یونیونویل (به انگلیسی: Unionville) یک منطقهٔ مسکونی در ایالات متحده آمریکا است که در پنسیلوانیا قرار دارد. یونیونویل ۴۹٫۹۹ متر بالاتر از سطح دریا واقع شده‌است.